# Định lý Schooten
Trong lĩnh vực hình học, định lý Schooten là 1 kết quả được tìm ra bởi nhà toán học người Hà Lan Frans van Schooten và là 1 trường hợp suy biến của Định lý Pompeiu. Định lý được phát biểu như sau:
Cho tam giác đều ABC nội tiếp đường tròn tâm O. Lấy điểm M thuộc cung BC. Khi đó ta có:
{\displaystyle MA=MB+MC}

## Chứng minh

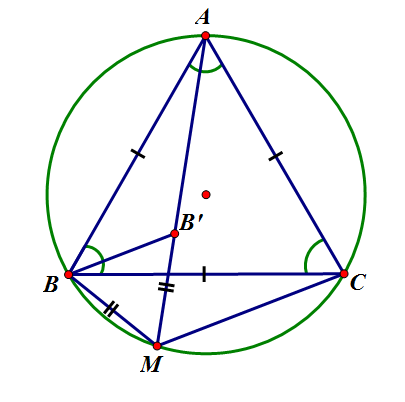
Hình ảnh về chứng minh

Lấy điểm B' thuộc AM sao cho MB=MB'(1).
Suy ra tam giác BB'M cân tại M.
Ta lại có: {\displaystyle \angle BMB'=\angle BCA=60^{\circ }}(cùng chắn cung AB)
{\displaystyle \Rightarrow }Tam giác BB'M đều {\displaystyle \Rightarrow }{\displaystyle \angle B'BM=60^{\circ }}
Ta có: {\displaystyle \angle ABC=\angle B'BM=60^{\circ }}
{\displaystyle \Rightarrow \angle ABB'=\angle CBM}
Lại có {\displaystyle \angle BAB'=\angle BCM} (cùng chắn cung BM)
và {\displaystyle AB=BC}
{\displaystyle \Rightarrow \bigtriangleup ABB'=\bigtriangleup CBM\Rightarrow AB'=MC}(2).
Từ (1), (2) {\displaystyle \Rightarrow MB+MC=MB'+AB'=MA}
Vậy ta có điều phải chứng minh.